# 相原勝幸
相原 勝幸（あいはら かつゆき、1983年7月24日 - ）は、埼玉県児玉郡上里町出身の元プロ野球選手（投手）。右投右打。

## 経歴
埼玉県育ちだが、母親が沖縄県出身だったこともあり、沖縄の高校を応援していた。沖縄水産高校の練習を観に行った際に、栽弘義に誘われたことから野球留学を決断する。
沖縄水産高校時代に甲子園出場経験は無く、3年夏はベスト4。また、相原本人は公式戦に出場することはなかった。
富士大学時代は、北東北大学野球リーグで八戸大学が強かった時期だったため、全国大会出場はなかったもののリーグ戦て安定した成績を残した。通算16勝6敗。
2005年の大学生・社会人ドラフトで千葉ロッテマリーンズに6巡目で指名を受け、入団。大学時代は通常の上と下手投げの両方を経験して、どちらでも投げられるという触れ込みであった。
2006年、二軍で防御率2.65、34イニングで40奪三振の好投が評価され、5月30日に1軍に初昇格。翌日、中継ぎで初登板。
2007年、二軍で50と2/3イニングで60個と奪三振率は高かったが、四死球が多く、イースタン・リーグトップの8死球を与えてしまい、コントロールに課題を残した。
2008年、この年は2軍で中継ぎエースとして活躍。四死球は相変わらず多かったがこの年も2軍で11を超える驚異の奪三振率を記録し、前年より登板数も大幅に増え、2年ぶりの1軍昇格も経験した。
2010年10月2日、来季の契約を更新しない旨とあわせて、来季からスタッフとして球団に在籍することを同時に発表された。10月8日、任意引退選手公示。
2022年シーズン現在も、千葉ロッテマリーンズのマネージャーとして在籍している。

## 詳細情報

### 年度別投手成績
| 年 度     | 球 団     | 登 板 | 先 発 | 完 投 | 完 封 | 無 四 球 | 勝 利 | 敗 戦 | セ 丨 ブ | ホ 丨 ル ド | 勝 率 | 打 者 | 投 球 回 | 被 安 打 | 被 本 塁 打 | 与 四 球 | 敬 遠 | 与 死 球 | 奪 三 振 | 暴 投 | ボ 丨 ク | 失 点 | 自 責 点 | 防 御 率 | W H I P |
| --------- | --------- | ----- | ----- | ----- | ----- | -------- | ----- | ----- | -------- | ----------- | ----- | ----- | -------- | -------- | ----------- | -------- | ----- | -------- | -------- | ----- | -------- | ----- | -------- | -------- | ------- |
| 2006      | ロッテ    | 1     | 0     | 0     | 0     | 0        | 0     | 0     | 0        | 0           | ----  | 10    | 2.0      | 2        | 0           | 1        | 0     | 1        | 0        | 1     | 0        | 2     | 2        | 9.00     | 1.50    |
| 2008      | ロッテ    | 4     | 0     | 0     | 0     | 0        | 0     | 0     | 0        | 0           | ----  | 22    | 5.0      | 3        | 1           | 4        | 2     | 0        | 2        | 0     | 0        | 3     | 3        | 5.40     | 1.40    |
| 2010      | ロッテ    | 2     | 0     | 0     | 0     | 0        | 0     | 0     | 0        | 0           | ----  | 10    | 2.1      | 2        | 0           | 0        | 0     | 1        | 3        | 1     | 0        | 3     | 3        | 11.57    | 0.87    |
| 通算：3年 | 通算：3年 | 7     | 0     | 0     | 0     | 0        | 0     | 0     | 0        | 0           | ----  | 42    | 9.1      | 7        | 1           | 5        | 2     | 2        | 5        | 2     | 0        | 8     | 8        | 7.71     | 1.29    |

### 記録
- 初登板：2006年5月31日、対東京ヤクルトスワローズ2回戦（千葉マリンスタジアム）、5回表無死に2番手で救援登板、2回2失点
- 初奪三振：2008年5月4日、対埼玉西武ライオンズ8回戦（千葉マリンスタジアム）、8回表にヒラム・ボカチカから空振り三振

### 背番号
- 53 （2006年 - 2010年）